# جولييت ماركيز
جولييت ماركيز (بالإنجليزية: Juliette Marquis)‏ هي راقصة وعارضة وممثلة أمريكية، ولدت في 16 أبريل 1980 في أوكرانيا.

## وصلات خارجية
- جولييت ماركيز على موقع IMDb (الإنجليزية)
- جولييت ماركيز على موقع أول موفي (الإنجليزية)
- جولييت ماركيز على موقع قاعدة بيانات الفيلم (الإنجليزية)